# Luisa Petti
Luisa Petti (* 1987) ist eine italienische Elektroingenieurin und Hochschullehrerin. Sie ist Professorin an der Freien Universität Bozen und wurde von der RWTH Aachen zur Alexander-von-Humboldt-Professorin 2026 nominiert.

## Leben und Werk
Petti ist die Tochter einer Universitätsprofessorin in Salerno und eines Ingenieurs, der am Europäischen Patentamt in München arbeitete, weshalb sie ihre ersten 13 Lebensjahre in Deutschland verbrachte und so zweisprachig aufwuchs. Sie studierte von 2009 bis 2011 Elektrotechnik am Politecnico di Milano, wo sie ihren Master-Abschluss erhielt. Anschließend promovierte sie 2016 in Elektrotechnik bei Gerhard Tröster an der ETH Zürich mit der Dissertation: Metal oxide semiconductor thin-film transistors for flexible electronics, für die sie die ETH-Medaille erhielt.
Nach einem kurzen Postdoc an der ETH Zürich forschte sie im Oktober 2016 zunächst bei Cambridge Display Technology Ltd und ab Dezember 2017 bei FlexEnable Ltd in Cambridge als Wissenschaftlerin. 2018 erhielt sie einen Ruf an die Freie Universität Bozen, wo sie 2021 außerordentliche Professorin für Elektronik wurde. Sie forschte dort zu flexibler und gedruckter Elektronik für ein breites Anwendungsspektrum, darunter Lebensmitteltechnik und Biotechnologie.
Petti ist die Mutter zweier Töchter.

## Forschung
Ihre Forschungstätigkeit an der Freien Universität Bozen zielt auf die Realisierung vollständig autonomer Systeme mit Sensorik, Energiegewinnung, Speicherung, Auslesung und drahtloser Kommunikation ab, die für Anwendungen im IoT, in den Bereichen Umwelt, Lebensmittelwissenschaften und Präzisionslandwirtschaft eingesetzt werden können. Ihre Forschung konzentriert sich auf Elektronik und Sensorik unter Verwendung innovativer Materialien, mit dem Ziel, Sensoren zu realisieren, die recycelbar oder biologisch abbaubar sind. Dafür erforscht sie Materialien, die keine giftigen oder schädlichen Substanzen enthalten und die idealerweise aus Abfällen gewonnen werden. Ihre Technologien sollen sowohl ökologisch verträglich als auch wirtschaftlich skalierbar sein.
Mit ihrer Forschungsarbeit zeigte Petti außerdem, dass durch ein Umdenken bei der traditionellen Verwendung von Dünnschichttransistoren als einfache Schaltvorrichtungen für Aktiv-Matrix-Displays neue Anwendungsbereiche erschlossen werden können, die den Weg zu völlig neuen Märkten ebnen. Dies hat die Grundlage für die ersten flexiblen integrierten Schaltkreise geschaffen, die heute kommerziell erhältlich sind. Ihre Studien zu organischen und anorganischen Materialien sowie zu Kombinationen von Dünnschicht-Mikrofabrikationstechniken und Druckverfahren für unkonventionelle Elektronik haben dazu beigetragen, die Zugänglichkeit, Anwendbarkeit und Nachhaltigkeit der Elektronik zu verbessern.
Sie ist stellvertretende Chefredakteurin des IEEE Journal on Flexible Electronics und stellvertretende Herausgeberin von IEEE Transactions on Agrifood Electronics.

## Auszeichnungen und Ehrungen (Auswahl)
- 2011: Gold Medal for the top 40 B.Sc. graduates 2008/2009, Politecnico di Milano, Mailand
- 2011: Awarded with the prize for the most innovative solution at the European Society for Precision Engineering and Nanotechnology (EUSPEN) Challenge 2011, University of Cambridge
- 2013: Best student paper award, International Thin-Film Transistor Conference 2013, University of Tokyo
- 2019: IEEE EDS early career award 2019, IEEE EDS, San Francisco
- 2021: Outstanding Review Editors Award, London
- 2025: Ernennung zur Alexander von Humboldt-Professorin[11]

## Mitgliedschaften
- seit 2014: IEEE Young Professionals (YP)
- seit 2015: IEEE Electron Device Society (EDS)
- seit 2015: IEEE Women in Engineering Society (WIE)
- seit 2016: IEEE Solid-State Circuits Society (SSCS)
- seit 2021: Engineering in Medicine and Biology Society (EMBS)
- seit 2021: Circuits and Systems Society (CASS)
- seit 2021: Italian Electronic Society (SIE)
- seit 2021: Senior Member of the IEEE